# تاریخ بیهقی
تاریخ بِیهَقی یا تاریخ مسعودی نام کتابی نوشتهٔ ابوالفضل محمد بن حسین بیهقی است که موضوع اصلی آن تاریخ پادشاهی مسعود غزنوی و دودمان غزنوی است. این کتاب علاوه بر تاریخ غزنویان، قسمت‌هایی دربارهٔ صفاریان، سامانیان و دورهٔ پیش از برآمدن و پادشاهی محمود غزنوی دارد. نسخهٔ اصلی کتاب حدود ۳۰ جلد بوده و از این کتاب امروزه مقدار کمی (حدود پنج مجلد) بر جای مانده است.
کهن‌ترین کتابی که از تاریخ بیهقی یاد کرده است، تاریخ بیهق اثر ابوالحسن بیهقی بوده است که پس از شرح حال ابوالفضل بیهقی، از کتاب او نیز یاد کرده است.

## نام کتاب
بیهقی نام کتاب خویش را فقط تاریخ نوشته است ولی در دوره‌های بعدی، این کتاب را با نام‌های متعددی ذکر کرده‌اند که مشهورترینِ آن‌ها تاریخ بیهقی است. ابن فندق بیهقی آن را تاریخ ناصری نامیده‌بودند. تاریخ مسعودی، تاریخ آل ناصر، تاریخ آل سبکتگین، جامع‌التواریخ، جامع فی تاریخ سبکتگین و مُجَلدات نیز دیگر نام‌های یادشده از این کتابند.
نامیدنِ تاریخ بیهقی تحت عنوان تاریخ مسعودی از آن جهت است که امروزه، قسمت‌های بازماندهٔ این کتاب بیش‌تر به دورهٔ پادشاهی مسعود غزنوی مربوط است. دلیل شهرت کتاب به تاریخ ناصری نیز احتمالاً ناشی از دو علت است؛ نخست به اعتبار لقب سبکتگین (پدر محمود غزنوی) که ناصرالدین است و این کتاب تاریخ خاندان و فرزندان و فرزندزادگان وی بوده و دیگر لقب سلطان مسعود که «الناصرلدین‌الله» بوده است.

## دورهٔ تاریخی و متون به جا مانده
با این که بسیاری از مورخان بر این عقیده بوده‌اند که تاریخ بیهقی، دورهٔ حکومت غزنویان را در بر می‌گیرد، از متن کتاب مشخص می‌شود که بیهقی بازگویی وقایع را از سال ۴۰۹ آغاز کرده و تا کمی پیش از مرگش حدود سال ۴۷۰ ادامه داده. البته روایاتی مربوط به پیش از سال ۴۰۹ هم در کتاب هست (حتی برخی از اهم حوادث تاریخی پس از اسلام را که عمدتاً در خراسان رخ داده) ولی بیهقی این وقایع را عمدتاً به نقل از دیگران آورده است؛ مثلاً «باب خوارزم» به نقل از استاد ابوریحان بیرونی و دوران کودکی مسعود به نقل از «خواجه عبدالغفار» نقل شده است.
چیزی که امروز از تاریخ بیهقی به جا مانده با برگ‌هایی از مجلد پنجم آغاز می‌شود و به مجلد دهم ختم می‌شود و محدودهٔ وقایع آن به شرح حوادث پس از مرگ سلطان محمود غزنوی (سال ۴۲۱) تا فرار سلطان مسعود غزنوی به هند (۴۳۲) محدود می‌شود، به علاوهٔ «باب خوارزم» که از زمان سلطنت سلطان محمود است.
تاریخ بیهقی هرچند از غزنویان جانبداری می‌کند، با این حال بهتر از هر کتاب دیگری اشتباهات و اشکالات حکومت آنان را نشان می‌دهد، افزون بر این، اطلاعات بسیار ارزشمندی در مورد چند و چون زندگی در آن روزگار و ارزش‌ها و اعتقادات آنان در اختیار می‌گذارد.

## ویژگی‌های کتاب

### ارزش تاریخی و مستند بودن
از ویژگی‌های تاریخ‌نویسی تاریخ بیهقی که تا قبل از آن سابقه نداشته است، مستندبودن وقایع ذکرشده است. این کتاب در شرح جزئیات وقایع، اثری بی نظیر است. چنانچه خود بیهقی می‌نویسد:
سخنی نرانم تا خوانندگان این تصنیف گویند شرم باد این پیر را.
غرض من آن است که تاریخ پایه‌ای بنویسم و بنایی بزرگ افراشته گردانم، چنان‌که ذکر آن تا آخر روزگار باقی‌ماند.
تا پیش از آن، کتاب‌های تاریخ، محدود بودند به یادداشت‌های روزانهٔ پراکندهٔ مورخانی که معمولاً دبیران پادشاه بودند و مسلماً در نوشتن آن‌ها، جانبداری زیادی صورت می‌دادند. در این بین، بیهقی با پیش‌گرفتن شیوه‌ای علمی در تاریخ‌نویسی، تحول مهمی را در این زمینه به وجود آورد.

### سبک ادبی و نگارش
سبک بیهقی در نثر را تقلیدی از سبک استادش بونصر مُشکان می‌دانند که بنا بر جبر زمانه چیزی بین زبان ساده و مرسل که تا قرن چهارم در خراسان رایج بود و شیوهٔ دارای حشو اطناب و صنعت‌پردازانه‌ای و سرشار از استشهاد و تمثیل است که در عراق رایج بود و با نفوذ ادبیات عربی ناچار بر سبک اول غلبه کرد. این سبک نگارش را بینابین می‌نامند.
این را هم باید در نظر داشت که بیهقی از آنجا که در خدمت پادشاهان غزنوی بود نمی‌توانست به صراحت بد کار آنان را بگوید و ناگزیر به ایهام و ابهام در سخن بود.
محمد تقی بهار در کتاب سبک‌شناسی مشخصات نثر مشکان و بیهقی را این‌طور برمی‌شمارد:
- اطناب: در مقابل ایجاز که از مشخصه‌های دورهٔ اول نثر فارسی است، و نه به معنی استفاده از مترادفات که در این نثر دیده نمی‌شود.
- توصیف: وقایع با استفاده از الفاظ و اصطلاحات تازه و جمله‌های پی‌درپی به شیوهای صحنه پردازانه و شاعرانه وصف می‌شوند

و چون بگفتی سنگ منجنیق بود که در آبگینه خانه انداختی
در زیر قسمتی از کتاب را می‌بینیم که نویسنده وضع ظاهری حسنک را توصیف می‌کند. توصیف به قدری دقیق است که خواننده حسنک را روبروی خود می‌بیند.
روزی که حسنک وزیر را به دیوان بردند، حسنک پیدا آمد، بی بند، جبه‌ای داشت حبری رنگ با سیاه می‌زد، خلق گونه و دراعه و ردایی سخت پاکیزه و دستاری نشابوری مالیده و موزهٔ میکاییلی نو در پای و موی سر مالیده، زیر دستار پوشیده کرده اندک مایه پیدا می‌بود.
- استشهاد و تمثیل: استفاده از اشعار و نوشته‌های دیگران در متن که تقلیدی از نثر فنی عرب است و در متون قبلی دیده نمی‌شود.
- تقلید از نثر عربی: استفاده از لغات عربی، کلمات منون (تنوین‌دار)، تغییر ساختار جمله و استفاده از قیدها به سبک عربی

محال باشد چیزی نبشتن که به ناراست ماند
- حذف افعال یا قسمتی از جمله به قرینه: افعال تکراری، بار آخر آورده می‌شوند و در دفعات قبل به قرینه حذف می‌شوند.
- شیوهٔ جدید در استعمال افعال: استفاده از وجه اخباری استمراری به جای وجه التزامی، آوردن فعل ماضی به جای مضارع برای تأکید، استفاده از مصدر مرخم.
- جمع بستن ضمایر و صفات
- استفاده از لغات و امثال و عبارات فارسی
- استعمال لغات عربی[۱۴]

## نمونه‌ای از نثر
این قسمت در شرح آغاز وزارت خواجه احمد حسن برای سلطان مسعود غزنوی و خلعت دادن اوست:

دیگر روز بدرگاه آمدی و با خلعت نبود، که برعادتِ روزگار گذشته قبایی ساخته کرد و دستاری نشابوری یا قاینی، که این مهتر را رضی‌الله عنه با این جامه‌ها دیدندی به‌روزگار. و از ثقاتِ او شنیدم، چو بوابراهیم قاینی کدخدایش و دیگران، که بیست و سی قبا بود او را یک‌رنگ که یک سال می‌پوشیدی و مردمان جنان دانستندی که یک قباست و گفتندی: سبحان الله! این قبا از حال بنگردد؟ اینت منکَر و بجِد مردی! و مردی‌ها و جِدهای او را اندازه نبود، و بیارم پس از این به‌جای خویش و چون سال سپری شد بیست و سی قبای دیگر راست کرده به جامه‌خانه دادندی.
این روز چون به‌خدمت آمد و بار بگسست سلطان مسعود رضی‌الله عنه خلوت کرد با وزیر و آن خلوت تا نماز پیشین بکشید، وگروهی از بیم خشک می‌شدند، و طبلی بود که زیر گلیم می‌زدند و آواز پس از آن برآمد و منکر برآمد، نه آن که من یا جز من بران واقف گشتندی بدانچه رفت در آن مجلس، اما چون آثار ظاهر می‌شد از آنچه گروهی ز شغل‌ها فرمودند و خلعت‌ها دادند و گروهی را برکندند و قفا بدریدند و کارها پدید آمد خردمندان دانستند که آن همه نتیجهٔ آن یک خلوت است.

## نسخه‌های خطی تاریخ بیهقی
در میان نسخه‌های تاریخ بیهقی، نسخه‌های معدودی -از روی شواهد و قرائن- متعلق به سده‌های نهم یا دهم هجری است ولی بیشتر نسخه‌ها متعلق به سال‌های بعد از هزار یا هزار و صد هجری (به ویژه سده سیزدهم) است. مشخص است که این فاصلهٔ زمانی و عدم تخصص و گاهی تعهد کاتبان و ناسخان باعث تغییر بسیاری از مطالب کتاب تاریخ بیهقی در این نسخه‌ها گشته است.
از دستکاری‌های نسخه‌های جدید باید به نوسازی زبان تاریخ بیهقی اشاره کرد چنان‌که زبان قدیمی آن را به زبان روزگار خود بازگردانده‌اند. برای مثال به تغییرات زیر می‌توان اشاره کرد:
دیگر: ودیگر
همگنان: همگان
نبشتن: نوشتن
افتیدن: افتادن
دشمنایگی: دشمنانگی

## تصحیح کتاب
از آنجا که تقریباً همهٔ نسخه‌های خطی تاریخ بیهقی در هندوستان است، اولین چاپ آن نیز به سال ۱۸۶۲ میلادی در کلکته منتشر شد. وقتی این نسخه به ایران رسید، ادیب پیشاوری اصلاحاتی در آن انجام داد و حاشیه‌هایی به آن افزود و نسخهٔ خود را در سال ۱۳۰۷ به چاپ سپرد. در سال ۱۳۱۹ نیز سعید نفیسی تصحیح دیگری از تاریخ بیهقی عرضه کرد. سپس، در سال ۱۳۲۴، قاسم غنی و علی‌اکبر فیاض صورتی دیگر از این کتاب ارائه دادند. با این‌همه، نخستین بار، فیاض، بنیانگذار دانشکدهٔ ادبیات و علوم انسانی دانشگاه مشهد، پس از ۲۵ سال پژوهش و مطالعه (از ۱۳۲۴ تا ۱۳۴۹)، تصحیحی انتقادی از تاریخ بیهقی عرضه داشت، اگرچه خود پیش از چاپ کتاب درگذشت و رموز حروف لاتینی که برای نشان دادن علامت اختصاری نسخه‌ها در پایین صفحات آورده بود روشن نشد. این چاپ در سال ۱۳۵۰ منتشر شد. به‌جای مقدمه، مقالهٔ فیاض با عنوان «نسخه‌های خطی تاریخ بیهقی» در ابتدای این کتاب آمده است. چاپ منقح دیگری به تصحیح و توضیح محمدجعفر یاحقی و مهدی سیدی در دو جلد توسط انتشارات سخن منتشر شده است. در سال ۱۳۸۷ چاپ جدیدی از تاریخ بیهقی اثر ابوالفضل محمد ‌بیهقی با تصحیح عزیزالله علیزاده د توسط انتشارات فردوس در قطع وزیری در ۷۸۴ صفحه منتشر شد.